# Nils Nicklén
Nils Nicklén   (Karis, 9 de febrer de 1917 - Hèlsinki, 9 de maig de 1995) fou un atleta finlandès, especialista en el salt d'alçada, que va competir durant la dècada de 1940.
El 1948 va prendre part en els Jocs Olímpics d'Estiu de Londres, on disputà, sense sort, la final de la prova del salt d'alçada del programa d'atletisme.
En el seu palmarès destaca una medalla de bronze en la prova del salt d'alçada del Campionat d'Europa d'atletisme de 1946, rere Anton Bolinder i Alan Paterson. També guanyà els campionats nacionals d'alçada de 1940, 1943, 1945, 1946, 1949 i 1951.

## Millors marques
- Salt d'alçada. 2,00 metres (1939)[5]